# Neraysho Kasanwirjo
Neraysho Kasanwirjo, né le 18 janvier 2002 à Amsterdam aux Pays-Bas, est un footballeur néerlandais qui évolue au poste de défenseur central au Feyenoord Rotterdam.

## Biographie
D'origine surinamaise, il est né à Amsterdam où il a grandi avec sa mère, divorcée.

### En club
Il fait ses débuts professionnels avec le Jong Ajax le 19 août 2019.

### En équipe nationale
Avec les moins de 17 ans, il participe au championnat d'Europe des moins de 17 ans en 2019. Les Néerlandais remportent le tournoi en battant l'Italie en finale sur le score de 4-2. Kasanwirjo participe à trois des matchs de l'équipe, dont la finale, et il hérite même du brassard du capitaine lors de sa titularisation contre la France en poule.

## Palmarès

### En sélection
- Vainqueur du championnat d'Europe des moins de 17 ans en 2019 avec l'équipe des Pays-Bas des moins de 17 ans